# Société genevoise des chemins de fer à voie étroite
 (décembre 2022).
La Société genevoise des chemins de fer à voie étroite (VE), est une entreprise ferroviaire qui a construit et exploité à partir de 1888 un réseau de tramways à voie métrique, dans la ville de Genève en Suisse et les communes frontalières environnantes. Certaines extensions desservaient le territoire français. La société VE est absorbée, ainsi que la Compagnie générale des tramways suisses, par la nouvelle Compagnie genevoise des tramways électriques (CGTE) en 1900.
La compagnie avait obtenu également la concession du chemin de fer du Mont-Revard en France, dans le département de la Savoie, en 1890.

## Histoire
La nouvelle compagnie dénommée « Société Genevoise des Chemins de Fer à voie étroite » va réaliser l'extension du réseau de tramway que la Compagnie générale des tramways suisses (TS) n'avait pas voulu entamer sans subventions cantonales.
La compagnie fut fondée le 27 septembre 1888 par les mêmes personnes qui avaient créée, le 20 juillet 1887, la Société du chemin de fer Genève - Veyrier. Comme la raison sociale de la compagnie l'indiquait, cette extension se fera en utilisant la voie métrique, jugée plus économique.
Cependant on peut regretter la décision la construction de ces lignes entièrement sur route, et non sur des parcelles indépendantes, ce qui eût pu être par la suite un atout pour le maintien du rail sur les axes les plus fréquentés. La vapeur fut choisie comme mode de traction.
Malheureusement, la nouvelle compagnie commit quelques erreurs qui ne sont pas sans conséquences : 
- L'essentiel des lignes construites sont des lignes de campagnes difficiles à rentabiliser.
- Ces lignes vicinales sont construites sur les routes, ce qui fut un très bon argument pour les supprimer un siècle plus tard.
- La compagnie se lança dans des constructions de lignes sans la moindre négociation de participation financière cantonale ou communale. Dès lors, cela la conduit à hypothéquer ses comptes d'exploitation dès le début.

### Développement du réseau

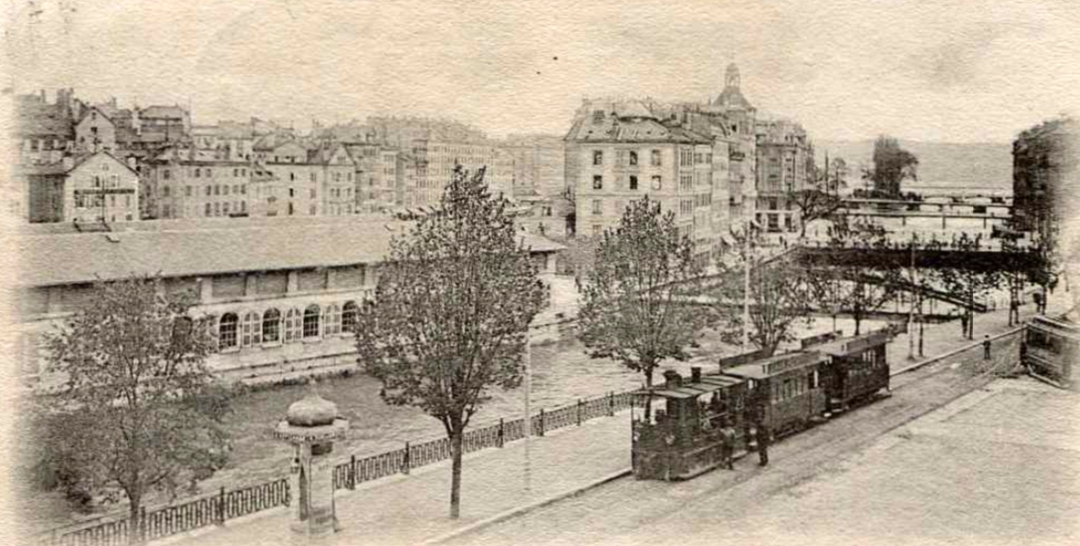
Tramway à vapeur au quai de la Poste à Genève

Des travaux forts rapides permirent d'inaugurer la première ligne le 1er juin 1889 ; celle-ci reliait le quai de la Poste à Genève à Saint-Julien-en-Genevois, via Carouge. Il est bon de noter qu'à cette même époque un chemin de fer à voie métrique fut prévu entre Annecy et Saint-Julien. Certains travaux, dont l'infrastructure des voies, furent entrepris, mais ils ne furent jamais menés à terme. Avec cette ligne, le réseau secondaire comptait ainsi deux lignes transfrontalières, étant donné que les TS allaient jusqu'à Annemasse depuis 1883.
Le 21 juin, les convois de la VE atteignirent Bernex, où fut construit un dépôt à quatre voies. Puis, le 23 juillet, la ligne fut prolongée jusqu'à Laconnex. Le 5 août, ce fut le Grand-Lancy qui obtint sa liaison ferroviaire avec la ville. Le 3 septembre, l'antenne de Saint-Georges fut mise en service.
En cette fin d'année 1889, la compagnie VE construisit vingt-trois kilomètres de voies et transporta 303 799 voyageurs, ainsi que 55 bagages. Sa recette fut de 110 800,60 francs et ses dépenses s'élevèrent à 70 271,25 francs.

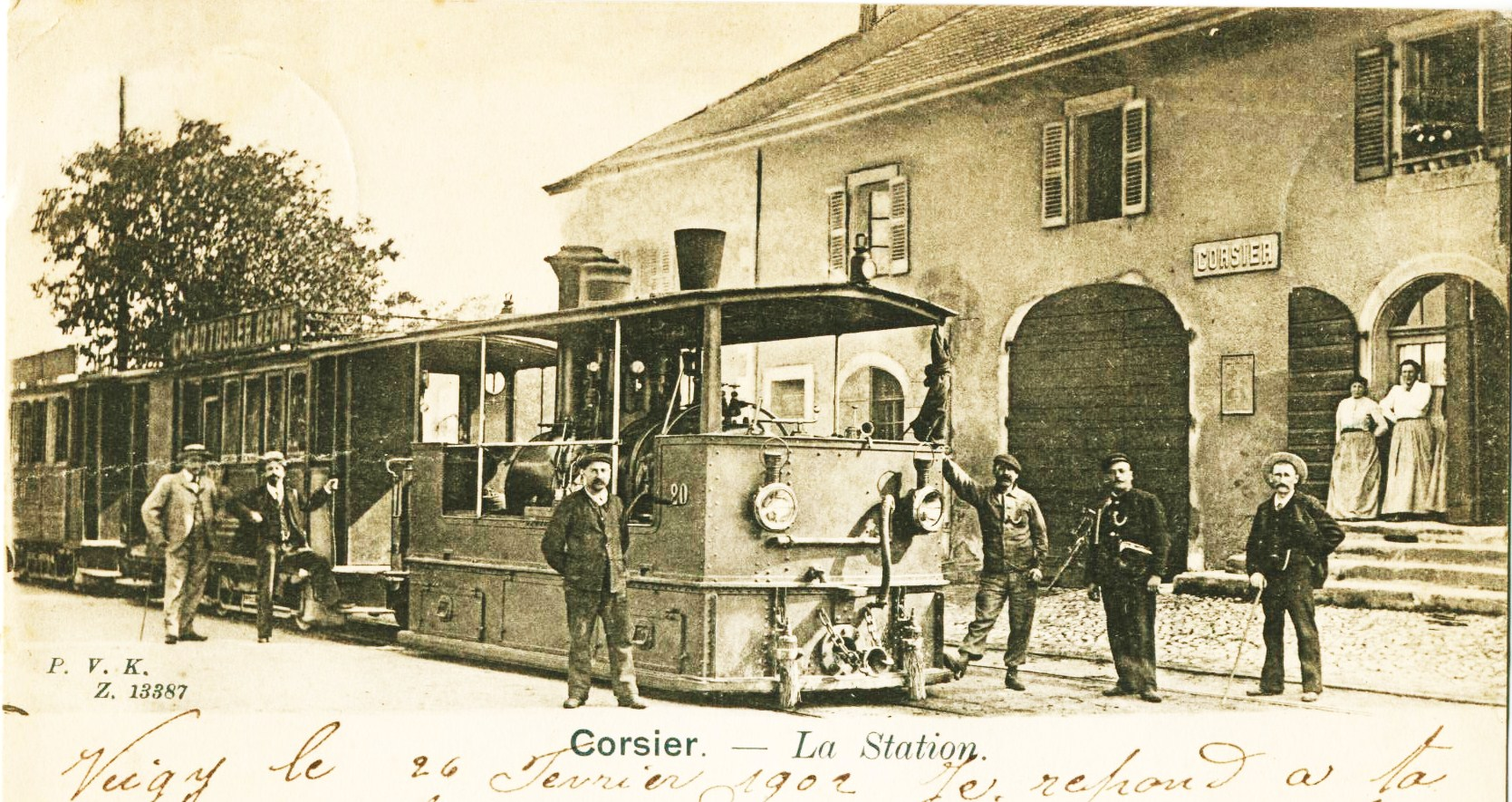
Un train à Corsier tracté par la G 3/3 no 20

En 1890, les travaux d'extension du réseau avancèrent. Le 15 mai, les lignes place des XXII-Cantons - Ferney-Voltaire, dans l'Ain (France) et place des XXII-Cantons - Châtelaine, soit 8,8 kilomètres furent inaugurés. Le 1er juillet, la ligne de Châtelaine fut prolongée de 2,6 kilomètres jusqu'à Vernier. La ligne à destination de Chancy fut ouverte par étapes; le 16 août,le tronçon de 3,1 kilomètres entre Laconnex et Eaumorte et le 8 décembre, le dernier tronçon de 4,1 kilomètres entre Eaumorte et Chancy.
Durant cette même année, une nouvelle grande ligne de campagne fut mise en service. Celle-ci reliait Cours-de-Rive, qui était le point de départ de la rive gauche, à Veigy, localité située en Haute-Savoie. Elle fut construite par étape; le 16 octobre, le premier tronçon de 8,9 kilomètres entre Rive et Corsier, où fut construit un dépôt, puis le 29 septembre, le dernier tronçon de 2,4 kilomètres entre Corsier et Veigy.
Ainsi, en cette seconde année d'exploitation, trente kilomètres de ligne furent ouverts, portant la longueur du réseau à 55,9 kilomètres. Le nombre de voyageurs transportés s'élevait à 896 485 et à 183 bagages. Sa recette fut de 295 435 francs et ses dépenses s'élevèrent à 196 136,75 francs.
Une question fut également posée au Conseil administratif de la Ville de Genève pour la traversée du Rhône par le Pont de la Coulouvrenière. L'exploitation du réseau était difficile du fait que celui-ci était toujours séparé en deux parties. Cependant, il s’avérait qu'il n'était pas question de poser des rails sur le cours d'eau avant la reconstruction du pont.
Un dépôt à quatre voies fut construit à Chancy. Dès le mois d'octobre, le dépôt central et les ateliers furent établis à l'intersection de la route des Acacias et de la rue Caroline. Ses bâtiments comprenaient un immeuble pour les magasins, les bureaux de la Société et les appartements pour la Direction et le Chef du dépôt. La grande halle était équipée d'une plate-forme roulante dans le sens de la longueur avec des voies disposées de chaque côté. Il remplaça les magasins et dépôts disséminés à Saint-Julien, Corsier et Bernex.
Le réseau continue son extension et le 1er février 1891, la ligne de Veigy fut reliée entre Rive et Plainpalais au reste du réseau par le boulevard Helvétique.
Le 30 avril 1891, une première section de la ligne de Rive - Jussy fut ouverte jusqu'à Vandœuvres. La VE eut d'ailleurs bien des difficultés pour ouvrir cette ligne dues aux propriétaires riverains qui voulaient un tracé hors route et éloigné de leurs habitations. Elle maintient fermement le tracé sur route « pour la raison que c'est celui qui nous a été concédé, et qui peut seul, à notre avis, rendre lucrative l'exploitation de cette ligne. Un tracé qui serait écarté de la route et éloigné des habitations n'aurait pas desservi les populations riveraines et par conséquent n'aurait pas répondu au but que nous poursuivons ».
La ligne de Veigy fut prolongée jusqu'à Douvaine, où fut construit un dépôt, en Haute-Savoie (France) le 9 juillet.
Le 1er octobre 1891, le tronçon entre Vandœuvres et Jussy, où fut également construit un dépôt, fut achevé.
En cette fin d'année, le réseau atteint 73,860 kilomètres, dont 72,581 kilomètres exploités. 1 340 828 voyageurs, 206 bagages et 52 tonnes de marchandises furent transportés. Sa recette fut de 438 013,65 francs et ses dépenses s'élevèrent à 397 478,65 francs.
L'inconvénient de l'exploitation du réseau « rive droite » et « rive gauche » subsistait toujours. La VE débuta également avec le service marchandises Grande-Vitesse (GV) et Petite-Vitesse (PV).
À la fin de l'année 1892, le réseau atteint 74 kilomètres, chiffre qui ne bougeât plus jusqu'en 1896. 1 393 119 voyageurs, 168 bagages et 358 marchandises furent transportés. Sa recette fut de 453 591,90 francs et ses dépenses s'élevèrent à 388 092,65 francs. En 1893, ces chiffres sont de 1 489 706 voyageurs, 148 bagages et 1 930 tonnes de marchandises transportés. Sa recette fut de 499 567,60 francs et ses dépenses s'élevèrent à 387 102,05 francs.
Durant l'année 1894, le transport du lait sur la ligne de Chancy se développa et cela amena la Société à construire trois wagonnets destinés spécialement à ce transports. Le problème de la desserte de la banlieue se posa avec toujours plus d'acuité et on parla pour la première fois de nouveaux véhicules plus adaptés à ce genre de trafic. À la fin de cette année, 1 520 366 voyageurs, 192 bagages et 3 197 tonnes de marchandises furent transportés. Sa recette fut de 512 816,45 francs et ses dépenses s'élevèrent à 399 074,05 francs.
En 1895, la VE acquit auprès de la Fabrique de machines d'Esslingen, en Allemagne, six paires de trucks transporteurs permettant de faire circuler les wagons marchandises à voie normale sur tout le réseau secondaire genevois. En cette fin d'année, 1 466 892 voyageurs, 272 bagages et 3 063 tonnes de marchandises furent transportés. Sa recette fut de 497 723,35 francs et ses dépenses s'élevèrent à 413 911,35 francs.

### Jonction des deux rives
En 1896, le réseau vit enfin se réaliser la jonction de ses lignes de la rive droite et celles de la rive gauche par le pont de la Coulouvrenière, dont l'ancien ouvrage métallique fut remplacé par la ville de Genève à l'occasion de la proche ouverture de l'Exposition nationale. Des tests de charge furent effectués le 12 février avec deux locomotives à vapeur tractant 3 wagons. Ce raccordement fut mis en service pour le dépôt des Acacias le 13 mars et le 1er mai, jour de l'inauguration de l'Exposition nationale, pour le service voyageur. Celle-ci permit à la VE de faire ses premières expériences de transport de wagons à voie normale par trucks. Ce tronçon ainsi raccordé à la gare de Cornavin donna l'occasion de développer ce trafic.
À noter que l'Exposition nationale, qui se déroula sur la Plaine de Plainpalais, donna lieu au transport de 239 wagons avant l'ouverture et de 289 à la fermeture. Plus de 73 wagons de combustibles furent acheminés au dépôt central des Acacias et 236 wagons furent remis aux différentes industries situées en divers endroits.
Tout au long de cette année furent entrepris de nombreux travaux de voie :
- La ligne marchandise gare-PV-Cornavin
- La ligne Boulevard James-Fasy - Cornavin
- Le prolongement des lignes de Vernier et Ferney de la place des XXII-Cantons à la rue de Chantepoulet
- La double voie au boulevard de Plainpalais
- Une voie de garage au Diorama
- Un raccordement au Rond-Point de Plainpalais dans la direction du dépôt central des Acacias
- Des voies de garage à Chantepoulet, à la place et à la gare de Cornavin et au dépôt central

Soit un total de 2983 mètres. Sur la demande de la Société de l'Arquebuse et de la Navigation, la ligne de Saint-Georges fut prolongée de 396 mètres entre le cimetière et le stand de tir.
La traction de convois d'une seule ou deux voitures à départ fréquents, avec un minimum de trois employés, entraîna de lourdes dépenses. La VE tenta alors d'alléger celles-ci par l'introduction de nouvelles automotrices. La VE mit donc en service une première automotrice à vapeur du type Serpollet. Celle-ci sort des propres ateliers de la VE, alors que le moteur à tube provient de la Société des Instruments de Physique (SIP).
En cette fin d'année, le réseau atteint 76 kilomètres. 1 774 112 voyageurs, 209 bagages et 8 872 tonnes de marchandises furent transportés. Sa recette fut de 566 223,10 francs et ses dépenses s'élevèrent à 436 553,60 francs.

### Les dernières années
En 1897, le trafic de la VE régressa de 80 000 passagers par rapport à l'année précédente qui fut exceptionnelle de par l'Exposition nationale. Cependant, le trafic par trucks se développa et ce fut 1673 wagons qui furent transportés, ce qui obligea la VE à acquérir deux nouvelles paires de trucks.
À la fin de cette année, 1 696 379 voyageurs, 1 176 bagages et 17 543 tonnes de marchandises furent transportés. Sa recette fut de 559 129,50 francs et ses dépenses s'élevèrent à 473 913,50 francs.
En 1898, la VE établit de nouveaux embranchements industriels, car le trafic marchandises fut plus réjouissant que le transport de voyageurs qui stagnait. Ainsi 3 220 wagons furent transportés, mais ce fut tout de même 135 000 voyageurs de plus par rapport à l'année précédente. Cependant, il fallait noter que l'on avait passer de 515 008 km/train à 558 301 km/train et cela soulagea les finances défaillantes de la Société. En cette fin d'année, 1 833 912 voyageurs, 1 332 bagages et 32 467 tonnes de marchandises furent transportés. Sa recette fut de 611 168,40 francs et ses dépenses s'élevèrent à 3510 574,45 francs.
En 1899 s'envolèrent les dernières illusions. Le trafic augmentait, mais les lourdes charges d'exploitation ne firent qu'empirer. La VE pensa trouver une échappatoire vers la traction électrique, mais les promoteurs n'avaient pas le même enthousiasme.
À la fin de cette année, 1 909 639 voyageurs, 1 484 bagages et 37 521 tonnes de marchandises furent transportés. Sa recette fut de 623 571,25 francs et ses dépenses s'élevèrent à 520 391,70 francs.
Le 22 février 1900, la CGTE présenta une offre d'achat. Celle-ci fut soumise à l'assemblée extraordinaire des actionnaires de la Voie Etroite qui croyaient encore à des jours meilleurs. Elle fut finalement acceptée par 2608 oui contre 25 non.
Le dernier exercice de la VE en 1900 ne permit pas, de justesse (il manquait 11 191 voyageurs), à franchir le cap des deux millions de voyageurs. Cependant, les prestations kilométriques furent bien plus élevées que les années précédentes, puisque l'on dénombra 587 132 km/train.
En cette dernière année d'exploitation, 1 988 809 voyageurs, 1 555 bagages et 39 417 tonnes de marchandises furent transportés. Sa recette fut de 677 988,30 francs et ses dépenses s'élevèrent à 547 102,70 francs.
Le 11er janvier 1901, la CGTE reprit l'exploitation des lignes de la VE avec le même matériel. En une année ou deux, toutes ces lignes furent électrifiées, à l'exception du service marchandises par trucks qui continua d'être assuré avec des locomotives à vapeur jusqu'en 1911.
Remarquons que le 21 juillet 1900, la Société anonyme du tramway de Gex à Ferney,  mit en service une ligne de 9.8 km, entre Ferney, au terminus de la ligne venant de Genève jusqu'à Gex. Son exploitation est assurée par la CGTE jusqu'en 1904.

## Les lignes
L'ensemble du réseau entre 1889 et 1900 comprend les lignes suivantes :
| Tracé                                                          | Longueur (km) | Ouverture                                                    |
| -------------------------------------------------------------- | ------------- | ------------------------------------------------------------ |
| Genève (Quai de la Poste) - Carouge - Saint-Julien-en-Genevois | 9.547         | 1er juin 1889                                                |
| Genève (Quai de la Poste) - Grand-Lancy                        | 3.393         | 5 août 1889                                                  |
| Genève (Quai de la Poste) - Saint Georges                      | 2.848         | 3 septembre 1889                                             |
| Genève (Place des XXII-Cantons) - Ferney-Voltaire              | 6.44          | 15 mai 1890                                                  |
| Genève (Place des XXII-Cantons) - Châtelaine - Vernier         | 4.844         | 1er juillet 1890                                             |
| Genève (Quai de la Poste) - Laconnex - Eaumort - Chancy        | 17.165        | 8 décembre 1890                                              |
| Genève (Cours de Rive) - Rond point de Plainpalais             | 1.5           | 1er février 1891                                             |
| Genève (Cours de Rive) - Corsier - Veigy - Douvaine            | 18.083        | 9 juillet 1891                                               |
| Genève (Cours de Rive) - Vandœuvres - Jussy                    | 11.540        | 1er octobre 1891                                             |
| Place des XXII cantons - Pont de la Coulouvrenière             |               | 13 mars 1896 (Dépôt Acacias) 1er mai 1896 (Service voyageur) |

## Matériel roulant
L'exploitation commença à l'aide de locomotives à vapeur, complétées ensuite par des automotrices. Elle tractent des voitures voyageurs ou des wagons marchandises, en raison du caractère rural du réseau.